# Bernard Meunier

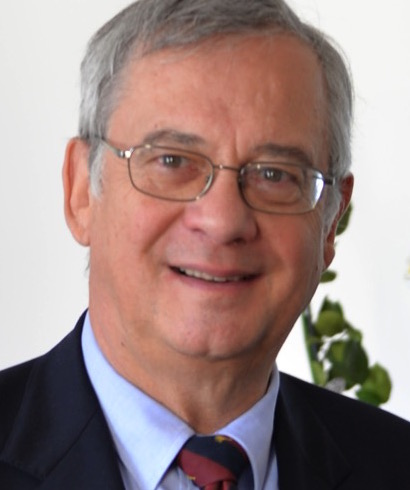
Bernard Meunier (2015)

Bernard Meunier (* 1947) ist ein französischer Chemiker und Wissenschaftsmanager. Er war von 2004 bis 2006 Vorsitzender der Forschungsorganisation Centre national de la recherche scientifique (CNRS) und von 2015 bis 2016 Präsident der Académie des sciences.

## Werdegang
Bernard Meunier wurde 1947 geboren. Er wurde 1971 an der Universität Montpellier mit einer bei Robert Corriu (1934–2016) angefertigten Arbeit promoviert (Doctorat de troisième cycle). Den damals noch existierenden, höher angesiedelten staatlichen Doktorgrad (Doctorat d’État) erwarb er 1977 mit einer Arbeit bei Hugh Felkin an der Universität Paris-Süd. Bereits 1973 war er in den CNRS eingetreten.
Von Oktober 1977 bis September 1978 verbrachte er einen Forschungsaufenthalt als Postdoc an der Universität Oxford. Anschließend kehrte er nach Frankreich zurück. In Toulouse gründete er die Forschungsgruppe „Biomimetische Oxidation“ am Laboratoire de Chimie de coordination, die er von 1979 bis 2006 leitete.
Von 1993 bis 2006 lehrte er am Fachbereich Chemie der École polytechnique mit den Aufgaben zunächst eines Maître de conférences, dann eines Professeur chargé de cours. In seinem weiter bestehenden Beamtenverhältnis beim CNRS erreichte er dort schließlich die höchstmögliche Stufe eines Directeur de recherche de classe exceptionnelle.
Von Oktober 2004 bis Januar 2006 war Bernard Meunier als Nachfolger des im Amt verstorbenen Gérard Mégie Vorsitzender des CNRS.
Von 2006 bis 2011 ließ er sein Arbeitsverhältnis am CNRS ruhen, um eine Tätigkeit als Président-directeur général des im Jahr 2000 auf seine Veranlassung gegründeten Unternehmens Palumed SA wahrzunehmen.
Von 2012 bis 2020 war er Distinguished Professor am Fachbereich Chemie der Technischen Universität Guangdong in China, im Studienjahr 2014/2015 eingeladener Professor am Collège de France auf der Stiftungsprofessur Chaire d’Innovation technologique Liliane Bettencourt.
Der Académie des Sciences, in deren Sektion Chemie er im November 1999 gewählt worden war, diente Meunier im Studienjahr 2011/2012 als Beauftragter für wissenschaftliche Information und Kommunikation, 2013/2014 als Vizepräsident und 2015/2016 als Präsident.

## Forschungsarbeiten
Meuniers Fachgebiet ist die Chemie der Oxidation. Er erforschte den durch Übergangsmetalle induzierten Atom- und Elektronentransfer und entwickelte Anwendungen für die von ihm betriebene Grundlagenforschung insbesondere im Bereich der Pharmakologie, etwa bei der Entwicklung von Wirkstoffen gegen chloroquinresistente
Malaria oder von Kupfer-Chelatoren mit dem Ziel einer Therapie der Alzheimer-Krankheit. Zudem erforschte Meunier die Wirkungsmechanismen des pflanzlichen Malaria-Wirkstoffs Artemisinin und des zur Tuberkulose-Behandlung eingesetzten Antibiotikums Isoniazid.

## Mitgliedschaften, Ehrungen und Auszeichnungen (Auszug)
Der CNRS verlieh Meunier 1991 seine Silbermedaille. 1994 zeichnete die Abteilung Koordinationschemie der Société Francaise de Chimie ihn mit ihrem Forschungspreis aus. Die Académie des sciences verlieh ihm 1997 sowohl den Prix Clavel-Lespieau als auch die Berthelot-Medaille. 2002 war er Träger des deutsch-französischen Gay-Lussac-Humboldt-Preises.
Neben der französischen Académie des sciences ist Meunier Mitglied zahlreicher weiterer Gelehrtengesellschaften, darunter seit 2005 der Polnischen Akademie der Wissenschaften, seit 2006 der Europäischen Akademie der Wissenschaften und Künste und der Academia Europaea (2015). Er ist Fellow der Royal Society of Chemistry (seit 2014) und der Chemistry Europe (seit 2015).
Seit 2006 war Meunier Ritter der Ehrenlegion, seit 2015 ist er dort Offizier.

## Publikationen
Die Literatur- und Zitationsdatenbank Web of Science führt Bernard Meunier als Autor von über 390 wissenschaftlichen Fachartikeln, die insgesamt mehr als 22.000-mal zitiert worden sind; mit Stand vom März 2022 hat er danach einen h-Index von 73.

### Meistzitierte Fachartikel
- Bernard Meunier: Metalloporphyrins as versatile catalysts for oxidation reactions and oxidative DNA cleavage. In: Chemical Reviews. Band 1992, Nr. 92, 1. September 1992, S. 6, doi:10.1021/cr00014a008 (englisch).
- Bernard Meunier, Samuël P. de Visser, Sason Shaik: Mechanism of Oxidation Reactions Catalyzed by Cytochrome P450 Enzymes. In: Chemical Reviews. Band 104, Nr. 9, 21. August 2004, S. 3947–3980, doi:10.1021/cr020443g (englisch).
- Bernard Meunier: Hybrid Molecules with a Dual Mode of Action: Dream or Reality? In: Accounts of Chemical Research. Band 41, Nr. 1, 1. August 2007, S. 69–77, doi:10.1021/ar7000843 (englisch).